# Banapur
Banapur is een stad en “notified area” in het district Khordha van de Indiase staat Odisha. 

## Demografie
Volgens de Indiase volkstelling van 2001 wonen er 16.437 mensen in Banapur, waarvan 51% mannelijk en 49% vrouwelijk is. De plaats heeft een alfabetiseringsgraad van 69%. 